# Cosmas Vestitor
Cosmas Vestitor (8. század) középkori bizánci egyházi író.
Személyét közelebbről nem ismerjük. Négy, 740 előtt készült latin nyelvű prédikációja maradt fenn Szűz Mária elszenderedéséről és mennybemeneteléről.